# Timan Camener
Timan Camener (geboren vor 1485; gestorben um 1534) war ein deutscher Pädagoge, Schulleiter und Schriftsteller sowie Humanist.

## Leben
Timan Camener stammte aus Westfalen und war ein Mitschüler von Erasmus von Rotterdam in der von Alexander Hegius unterrichteten Schulklasse.
Nach 1500 leitete Camener in Münster für rund 30 Jahre die dort von Rudolf von Langen gestiftete Münstersche Schule. Um 1530 trat Johann Aelius der Jüngere als Rektor des Gymnasiums die Nachfolge Cameners an.
Seinen Zeitgenossen blieb Camener vor allem durch seine Gedichte in Erinnerung.

## Bekannte Schüler
- Johann Busmann[3] (nach 1490–nach 1564), evangelischer Geistlicher und Schriftsteller